# Jan Johnsson
Jan Johnsson, född 31 januari 1929 i Malmö, död 1 maj 1987, var en svensk jurist som var lagman i Göteborgs tingsrätt från 1977 till sin död 1987.
Johnsson blev juris kandidat vid Lunds universitet 1954 och genomförde tingstjänstgöring 1954-1957 innan han blev fiskal i hovrätten över Skåne och Blekinge 1958. Han tjänstgjorde i kommunikationsdepartementet från 1972 till 1977. Han var lagman i Göteborgs tingsrätt från 1977 .
Johnsson var son till tjänstemannen Gunnar Johnsson och hans maka Brita, född Thuresson. Han var från 1956 gift med Kerstin, fil mag, född Sjöström 1929.